# Aursfjordbotn
Aursfjordbotn est une localité du comté de Troms, en Norvège.

## Géographie
Administrativement, Aursfjordbotn fait partie de la kommune de Målselv.